# Asilus
Asilus is een geslacht van vliegen uit de familie van de roofvliegen (Asilidae).

## Soorten
- Asilus aethiops Pallas, 1771
- Asilus albicomus Hine, 1909
- Asilus albipilosus Macquart, 1846
- Asilus albitarsatus Macquart, 1834
- Asilus amelanchieris Cockerell, 1911
- Asilus angustialis Zhang, 1989
- Asilus antiphus Walker, 1849
- Asilus antiquus Heer, 1849
- Asilus appendiculata Macquart, 1848
- Asilus aquaticus (Scopoli, 1763)
- Asilus astutus Williston, 1893
- Asilus auriannulatus (Hine, 1906)
- Asilus auricomus Hine, 1909
- Asilus auripilus Meigen, 1830
- Asilus autumnalis Banks, 1914
- Asilus baikalensis Becker in Becker & Schnabl, 1926
- Asilus barbarus Linnaeus, 1758
- Asilus bicinctus Müller, 1776
- Asilus bicolor Olivier, 1789
- Asilus bipartitus Macquart in Lucas, 1849
- Asilus blantoni Bromley, 1940
- Asilus bojus Schrank, 1803
- Asilus bombylius Villers, 1789
- Asilus brunneitibius Zhang, 1989
- Asilus caeruleiventris Macquart, 1846
- Asilus californicus Hine, 1909
- Asilus carolinae Martin & Wilcox, 1965
- Asilus cinereus (Scopoli, 1763)
- Asilus citus Hine, 1918
- Asilus claripes Macquart, 1838
- Asilus colombiae Macquart, 1838
- Asilus comosus Hine, 1918
- Asilus condecorus Walker, 1861
- Asilus consanguineus Macquart, 1846
- Asilus crabroniformis Linnaeus, 1758 (Hoornaarroofvlieg)
- Asilus curculionis Melander, 1947
- Asilus cyanus Lynch Arribálzaga, 1880
- Asilus delicatula Hine, 1918
- Asilus delicatulus Hine, 1918
- Asilus deperditus Heer, 1849
- Asilus dioctriaeformis Macquart, 1846
- Asilus enitens Walker, 1871
- Asilus erax Müller, 1776
- Asilus erythrocnemius Hine, 1909
- Asilus fallaciosus Matsumura, 1916
- Asilus fasciatus Rossi, 1790
- Asilus fattigi Bromley, 1940
- Asilus festivus Meigen, 1835
- Asilus filiferus Macquart, 1846
- Asilus filiformis Olivier, 1789
- Asilus flavipes Villers, 1789
- Asilus floridensis Bromley, 1940
- Asilus florissantinus James, 1939
- Asilus forficula Macquart, 1846
- Asilus formosus Hine, 1918
- Asilus frosti Bromley, 1950
- Asilus fulvus Rossi, 1790
- Asilus fuscipes Villers, 1789
- Asilus gabonicus Macquart, 1855
- Asilus gamaxus Walker, 1851
- Asilus gilvipes Hine, 1918
- Asilus glaucus Zetterstedt, 1855
- Asilus gracilipes Meigen, 1820
- Asilus gurnetensis Cockerell, 1921
- Asilus herdonius Walker, 1851
- Asilus hopponis Matsumura, 1916
- Asilus hubbelli Bromley, 1950
- Asilus humilis Bellardi, 1861
- Asilus ignauus Müller, 1764
- Asilus ignotus Westwood in Brodie, 1845
- Asilus imitator Lynch Arribálzaga, 1883
- Asilus inamatus Walker, 1860
- Asilus incomptus Philippi, 1865
- Asilus laetus Wiedemann, 1824
- Asilus lebasii Macquart, 1838
- Asilus lecythus Walker, 1849
- Asilus lepidus Hine, 1909
- Asilus limbipennis Macquart, 1855
- Asilus litoralis Contarini, 1847
- Asilus longicella Macquart, 1850
- Asilus lucidus Pallas in Wiedemann, 1818
- Asilus lusitanicus Linnaeus, 1767
- Asilus maculatus Müller, 1766
- Asilus marginatus Meigen, 1820
- Asilus marginellus Schrank, 1803
- Asilus maurus Linnaeus, 1758
- Asilus megastylus Philippi, 1865
- Asilus melanacrus Wiedemann, 1828
- Asilus melanotarsus Lichtenstein, 1796
- Asilus melanotrichus Brullé, 1832
- Asilus mellipes Wiedemann, 1828
- Asilus mexicanus Macquart, 1846
- Asilus misao Macquart, 1855
- Asilus montanus Hine, 1909
- Asilus morio Linnaeus, 1758
- Asilus natalicus Macquart, 1855
- Asilus nebulosus Matsumura, 1911
- Asilus nigellus Lichtenstein, 1796
- Asilus nigerrimus Schrank, 1781
- Asilus nigribarbis Macquart, 1846
- Asilus obscurellus Macquart, 1850
- Asilus okinawensis Matsumura, 1916
- Asilus palaeolestes Cockerell, 1921
- Asilus peritulus Cockerell, 1909
- Asilus piceus (Hine, 1909)
- Asilus platitarsatus Contarini, 1847
- Asilus platyceras (Hine, 1922)
- Asilus podagricus Schrank, 1803
- Asilus poecilopus Philippi, 1865
- Asilus pubescens Gmelin, 1790
- Asilus pumilus Macquart, 1834
- Asilus punctatus Macquart, 1834
- Asilus pusio Wiedemann, 1819
- Asilus regius Jaennicke, 1867
- Asilus rufipalpis Macquart, 1838
- Asilus sabulosus Contarini, 1847
- Asilus sackeni Banks, 1920
- Asilus sannoisiensis Meunier, 1915
- Asilus saulcyi Macquart, 1838
- Asilus schedius Walker, 1849
- Asilus scutellatus Macquart, 1834
- Asilus sericans Walker, 1857
- Asilus sericeus Say, 1823
- Asilus servillei Macquart, 1834
- Asilus striatus Gmelin, 1790
- Asilus superveniens Walker, 1859
- Asilus tangeri Walker, 1855
- Asilus tarsosus Geoffroy in Fourcroy, 1785
- Asilus tasmaniae Macquart, 1838
- Asilus tatius Walker, 1851
- Asilus tenuiventris Macquart, 1855
- Asilus tesselatus Brullé, 1832
- Asilus therevinus Rondani, 1850
- Asilus tibialis Pallas in Wiedemann, 1818
- Asilus tingitanus Boisduval, 1835
- Asilus trichurus Meunier, 1899
- Asilus trifarius Macquart, 1838
- Asilus tristis Wiedemann, 1828
- Asilus versicolor Meigen, 1830
- Asilus vescus Hine, 1918
- Asilus villosus Gmelin, 1790
- Asilus virginicus Banks, 1920
- Asilus viridescens Villers, 1789
- Asilus viridis Geoffroy in Fourcroy, 1785
- Asilus wickhami Cockerell, 1915
- Asilus willistoni Hine, 1909